# أبراهام إيمانويل فروليش
أبراهام إيمانويل فروليش Abraham Emanuel Fröhlich (ولد في 1 فبراير 1796 في بروج بمقاطعة آرجاو – ومات في 1 ديسمبر 1865 في جيبنستورف) هو عالم لاهوت إصلاحي وكاتب سويسري.

## حياته
ولد لأب يعمل معلما، وأخوه هو المؤلف الموسيقي فردريش تيودور فروليش. تلقى أولى دروسه على يد والده ثم التحق في عام 1811 بـ Collegium Humanitatis في زيورخ. وهناك عين فروليش قسيسا إنجيليا إصلاحيا في مايو 1817، وفي نفس العام حصل على وظيفة مدرس للغة اللاتينية في بروج. وكان فروليش مع يرمياس جوتهلف من أول أعضاء نقابة الدارسين السويسريين في تسوفينج التي تأسست في عام 1819، والتي أصبحت فيما بعد تسوفينجيا Zofingia.
وفي 21 يناير 1820 تزوج بإليزابيت فرايْ. وفي نفس العام ربطته صداقة بالشاعر الألماني فولفجانج مينتسل، الذي كان قد هرب إلى سويسرا وعاش حتى عام 1824 في آراوْ. وبسبب تفكيره المتحرر لم يتم اختيار فروليش قسيسا لمدينة بروج في عام 1823. وقد دفعته خيبة الأمل والغضب إلى كتابة سخرياته فابيولاته، التي نشرها تحت اسم مستعار هو Demokrit Schmerzenreich .
وكان فروليش متأثرا بأوجوست لودفيج فولن، وأصبح خلفه في عام 1827 في وظيفة مدرس مساعد للغة الألمانية والأدب الألماني في مدرسة المقاطعة في آراو. وقد أدي بعض النزاعات حول منصب في المدرسة إلى فصل فروليش في عام 1835. ولكن في نفس العام أصبح مديرا لمدرسة أخرى أنشأت حديثا في آراوْ.
مات فروليش في الأول من ديسمبر 1865 عن عمر يناهز تسع وستين سنة في جيبنستور قرب بادن بعد إصابته بأزمة قلبية. ودفن في الرابع من ديسمبر في مسقط رأسه بروج.

## من أعماله
- ورود الألب 1831
- مائة فابيولة جديدة 1825
- الشاب الألماني ميشيل 1843
- أغاني سويسرية 1827
- أولريش فون هوتن 1845
- أولريش تسيفيلينجي 1840

## روابط خارجية
- أبراهام إيمانويل فروليش على موقع ميوزك برينز (الإنجليزية)
- أبراهام إيمانويل فروليش على موقع ديسكوغز (الإنجليزية)